# Орловка (Зыряновский район)
Орловка (каз. Орловка) — село в Зыряновском районе Восточно-Казахстанской области Казахстана. Входит в состав Чапаевского сельского округа. Находится примерно в 15 км к юго-западу от районного центра, города Зыряновска. Код КАТО — 634861300.

## Население
В 1999 году население села составляло 344 человека (168 мужчин и 176 женщин). По данным переписи 2009 года, в селе проживали 232 человека (125 мужчин и 107 женщин).